# Laccainsäuren
Die Laccainsäuren sind Anthrachinonderivate und die färbenden Bestandteile des roten Farbstoffs Lac Dye, der aus den Lackschildläusen gewonnen wird. Das Gemisch der Laccainsäuren A–E wird auch als C.I. Natural Red 25 (Naturrot 25) bezeichnet.

## Chemische Strukturen
Die Laccainsäuren sind eine Gruppe von fünf Anthrachinonfarbstoffen, die in dem Insektenfarbstoff Lac Dye enthalten sind. Neben dem Hauptbestandteil Laccainsäure A zählen dazu die Laccainsäuren B–E:
| Laccainsäuren  |                                       |                |                |                |                |
| Name           | Laccainsäure A                        | Laccainsäure B | Laccainsäure C | Laccainsäure D | Laccainsäure E |
| Strukturformel |                                       |                |                |                |                |
| Summenformel   | C26H19NO12                            | C24H16O12      | C25H17NO13     | C16H10O7       | C24H17NO11     |
| Molare Masse   | 537,44 g·mol−1                        | 496,38 g·mol−1 | 539,41 g·mol−1 | 314,25 g·mol−1 | 495,40 g·mol−1 |
| CAS-Nummer     | 15979-35-8                            | 17249-00-2     | 23241-56-7     | 18499-84-8     | 14597-16-1     |
| CAS-Nummer     | 60687-93-6 (Gemisch Laccainsäure A–E) |                |                |                |                |
| Wikidata       | Q27162387                             | Q27162389      | Q27162390      | Q27162392      | Q116450197     |
| Wikidata       | Q60982962 (Gemisch Laccainsäure A–E)  |                |                |                |                |

## Vorkommen und Verwendung

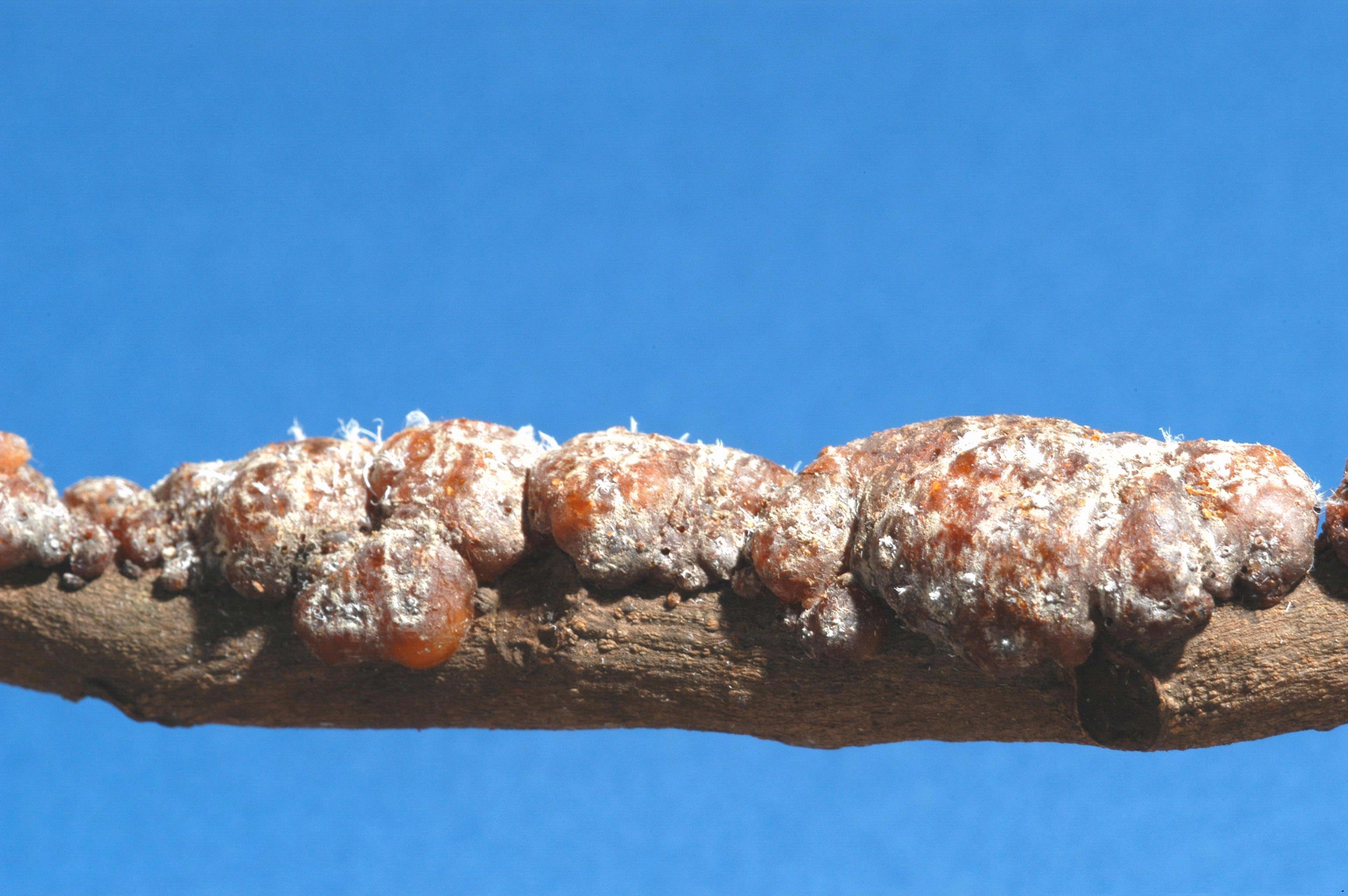
Lackschildläuse

Die Laccainsäuren sind, ebenso wie die Karminsäure oder die Kermessäure, aus Schildläusen gewonnene Insektenfarbstoffe. Sie sind die farbige Bestandteile des Lac Dye.